# لي إيون-غو
لي إيون-غو (الكورية: 이은주) هي لاعبة رماية كورية جنوبية، ولدت في 27 أبريل 1970.

## وصلات خارجية
- لي إيون-غو على موقع أوليمبيديا (الإنجليزية)